# Raffaele Masciocchi
Raffaele Masciocchi, noto anche con lo pseudonimo di Donald Green (fl. XX secolo), è stato un direttore della fotografia italiano.
Ha lavorato come direttore della fotografia su più di 37 film tra il 1951 e il 1967.

## Filmografia

### Cinema
- Destino, regia di Enzo Di Gianni (1951)
- Episodio: Lysistrata, di Destini di donne, regia di Christian-Jaque (1954)
- Suor Maria, regia di Luigi Capuano (1955)
- La catena dell'odio, regia di Piero Costa (1955)
- Storia di una minorenne, regia di Piero Costa (1956)
- Presentimento, regia di Armando Fizzarotti (1956)
- Classe di ferro, regia di Turi Vasile (1957)
- Lazzarella, regia di Carlo Ludovico Bragaglia (1957)
- Io, mammeta e tu, regia di Carlo Ludovico Bragaglia (1958)
- La spada e la croce, regia di Carlo Ludovico Bragaglia (1958)
- Caporale di giornata, regia di Carlo Ludovico Bragaglia (1958)
- Non sono più guaglione, regia di Domenico Paolella (1958)
- Tuppe tuppe, Marescià!, regia di Carlo Ludovico Bragaglia (1958)
- La cento chilometri, regia di Giulio Petroni (1959)
- Annibale, regia di Carlo Ludovico Bragaglia e Edgar G. Ulmer (1959)
- La Venere dei pirati, regia di Mario Costa (1960)
- I giganti della Tessaglia (Gli Argonauti), regia di Riccardo Freda (1960)
- Robin Hood e i pirati, regia di Giorgio Simonelli (1960)
- Madri pericolose, regia di Domenico Paolella (1960)
- I Teddy boys della canzone, regia di Domenico Paolella (1960)
- Rosmunda e Alboino, regia di Carlo Campogalliani (1961)
- L'orribile segreto del dr. Hichcock, regia di Riccardo Freda (1962)
- I lancieri neri, regia di Giacomo Gentilomo (1962)
- Le sette spade del vendicatore, regia di Riccardo Freda (1962)
- Oro per i Cesari, regia di Sabatino Ciuffini e André De Toth (1963)
- Lo spettro, regia di Riccardo Freda (1963)
- Il magnifico avventuriero, regia di Riccardo Freda (1963)
- La pupa, regia di Giuseppe Orlandini (1963)
- Maciste contro i mongoli, regia di Domenico Paolella (1964)
- Delitto allo specchio, regia di Ambrogio Molteni e Jean Josipovici (1964)
- Maciste nell'inferno di Gengis Khan, regia di Domenico Paolella (1964)
- Amore mio, regia di Raffaello Matarazzo (1964)
- La vendetta dei gladiatori, regia di Luigi Capuano (1964)
- Il gladiatore che sfidò l'impero, regia di Domenico Paolella (1965)
- La ragazzola, regia di Giuseppe Orlandini (1965)
- James Tont operazione U.N.O., regia di Bruno Corbucci e Giovanni Grimaldi (1965)
- L'occhio selvaggio, regia di Paolo Cavara (1967)